# Hotel Boca
El Hotel Boca es un hotel temático sobre el Club Atlético Boca Juniors, administrado por la cadena Design Suites en Buenos Aires.
Fue diseñado por el arquitecto uruguayo Carlos Ott en 2008 y aunque estaba pensado inaugurarse en 2010, su construcción se extendió los siguientes cuatro años debido a la crisis económica mundial, terminando recién en marzo de 2012 y costando el doble de lo que estaba proyectado originalmente. La inauguración fue el 18 de abril de ese año.
El edificio es una torre con basamento que se destaca por su fachada compuesta por dos grandes planos de vidrio curvo —que según Ott representan las piernas de un futbolista durante el juego— y rematada por una punta de color azul que se puede ver a varias cuadras de distancia.
Toda la decoración interior está trabajada en los colores del equipo, y las figuras históricas y recientes del club aparecen retratadas en las puertas de las habitaciones. Además, el hotel tiene un bar, un restaurante llamado “La Boca”, un spa y piscina climatizada.